# یوزف سیلنی

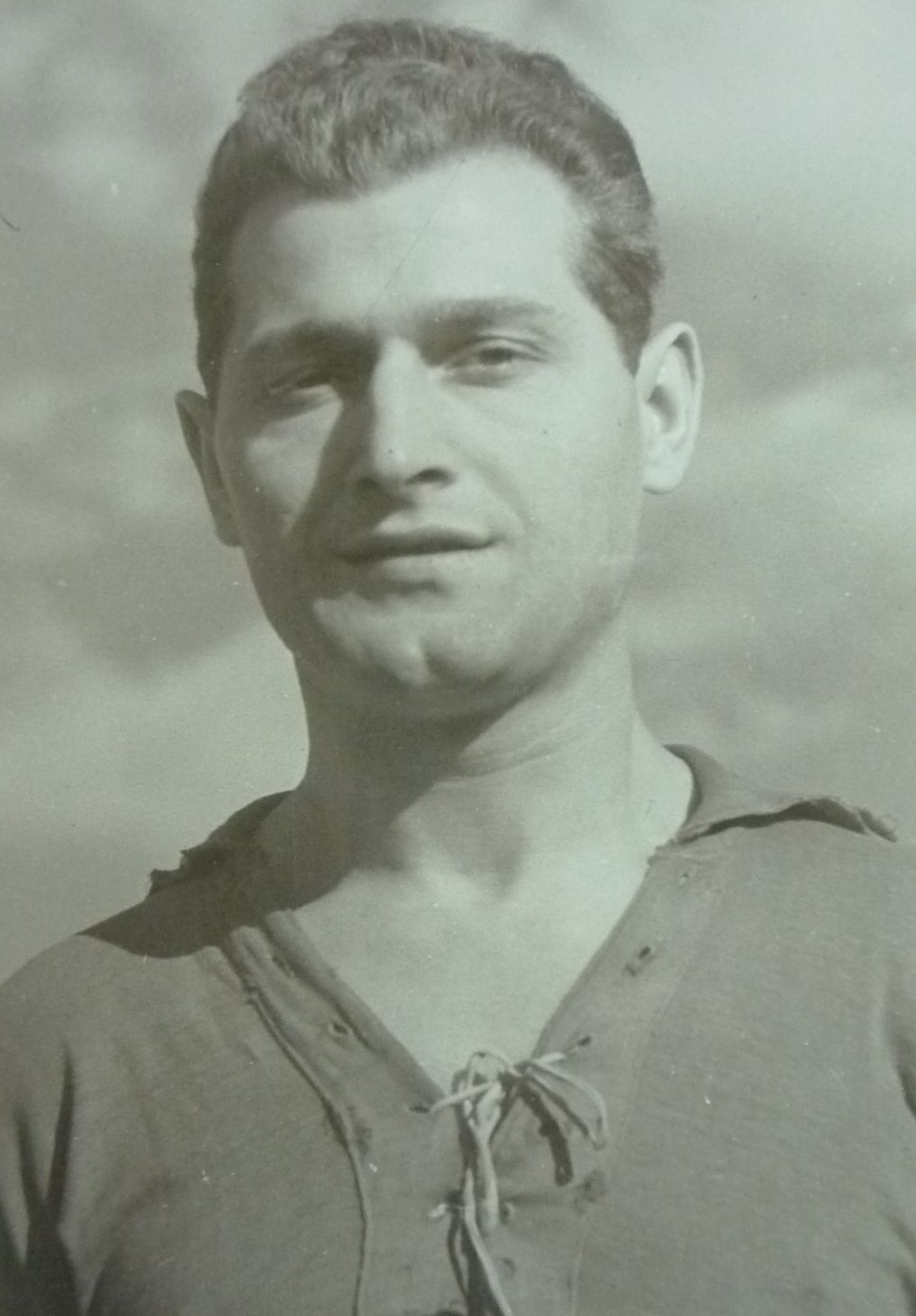
یوزف سیلنی - ۱۹۳۲

یوزف سیلنی (چکی: Josef Silný؛ ۲۳ ژانویهٔ ۱۹۰۲ – ۱۵ مهٔ ۱۹۸۱) یک بازیکن فوتبال، و مربی فوتبال اهل چکسلواکی بود.

## باشگاهی
از باشگاه‌هایی که در آن بازی کرده‌است می‌توان به باشگاه فوتبال اسلاویا پراگ، باشگاه فوتبال اسپارتا پراگ و باشگاه فوتبال بوهمیانس ۱۹۰۵ اشاره کرد.

## تیم ملی
وی ۲۸ بازی در تیم ملی فوتبال چکسلواکی در کارنامه دارد.